# Chagarcía Medianero
Chagarcía Medianero is een gemeente in de Spaanse provincie Salamanca in de regio Castilië en León met een oppervlakte van 14,71 km². Chagarcía Medianero telt 84 inwoners (1 januari 2016).

## Demografische ontwikkeling
Bron: INE, 1857-2011: volkstellingen